# Statuts de Savoie
Les statuts de Savoie (latin Statuta Sabaudiae) que l'on trouve également sous les formes Statuta vetera, parfois Decreta Sabaudiæ ducalia, ou encore Réformes universelles de Savoie, est un code de législation et d'administration, promulgué le 17 juin 1430 par le duc Amédée VIII de Savoie, rassemblant et unifiant l'ensemble des lois et règlements concernant le duché de Savoie. Ces statuts sont un « code tout entier de politique, de justice, de procédure et d’administration, destiné spécialement à la Savoie » (Victor Flour de Saint-Genis).

## Histoire

### Prémices
L'organisation du comté de Savoie tient beaucoup des premières expériences du futur comte Pierre II de Savoie qui s'applique à gérer ses différentes domaines en Faucigny, en Chablais et en pays de Vaud. Héritier du trône à la mort de son frère, puis son neveu, en 1263, il met en place les prémices d'une administration centralisée du domaine comtal, notamment en généralisant les châtellenies, que son père avait commencé à utiliser, puis des bailliages, et le recours aux premiers comptes de châtellenies. Les comtes de Savoie, pour s'attirer les bonnes grâces des principaux bourgs, octroient des chartes de franchises,.

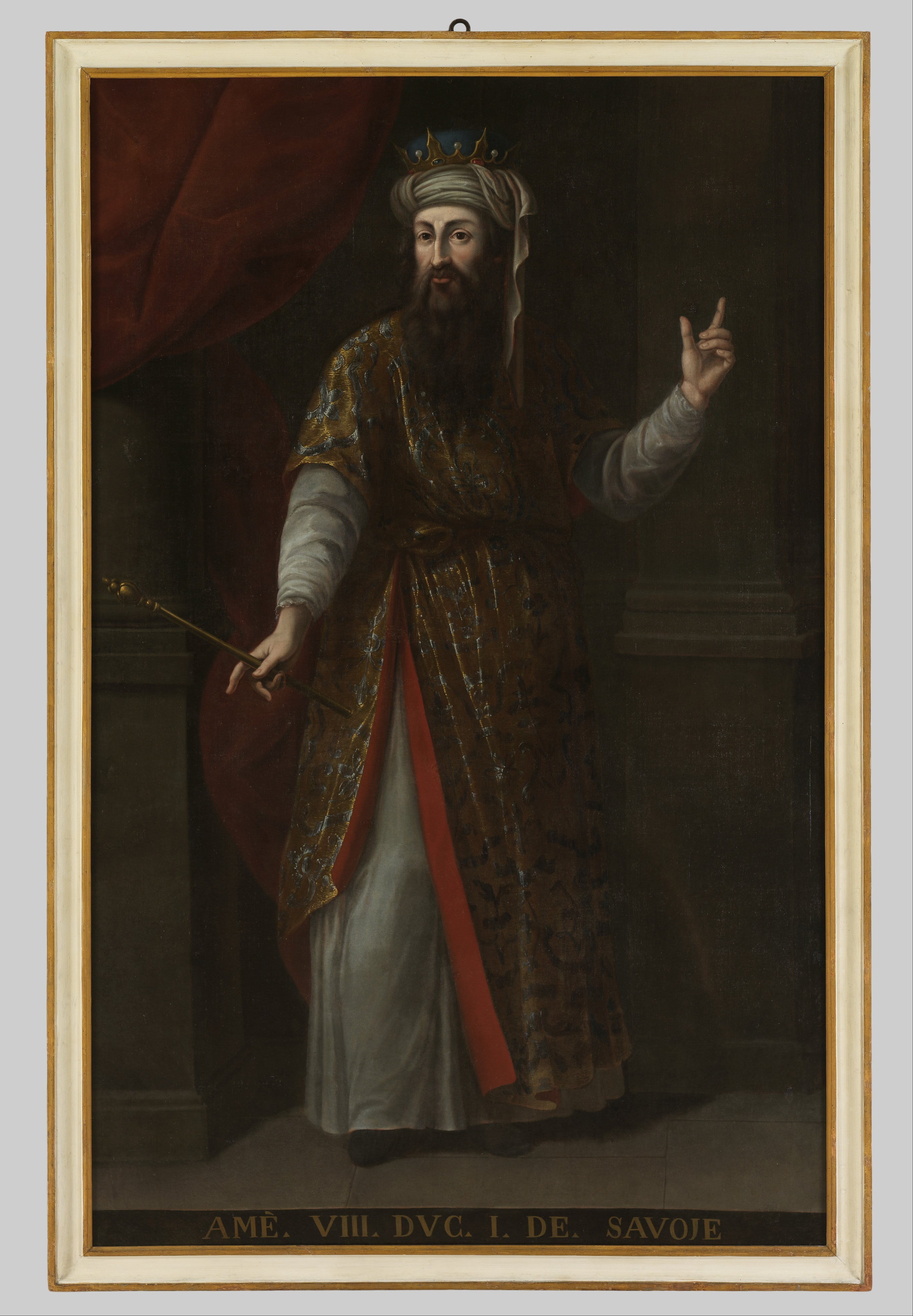
Portait d’Amédée VIII (Collection Reggia di Venaria Reale, XVIIIe siècle).

Durant la décennie précédant la promulgation des Statuts, le duc Amédée VIII de Savoie a fait assembler divers spécialistes en vue de la rédaction d'un code. Ainsi le 12 juin 1419, à Genève, se tient une séance de l'assemblée des États du duché de Savoie au cours de laquelle est discuté notamment de « régime et [du] gouvernement de la ville et de la communauté de Chambéry »,.
La rédaction est confiée aux jurisconsultes, Jean de Beaufort et Nicod Festi.

### Promulgation des Statuts
Les statuts de Savoie (latin Statuta Sabaudiae) sont promulgués, au château de Chambéry, le 17 juin 1430.
Lors de la cérémonie de promulgation sont présents les seigneurs et témoins suivants : Gaspard II de Montmayeur, maréchal de Savoie, Miolans Coudrée, Henri du Colombier, Lambert Oddinet, président du conseil ducal, Claude du Saix, président de la Chambre des comptes de Savoie, de Chateauvieux, Jean Oddinet, Claude de La Chambre, Louis de Luyrieux, Pierre de Cuines, Robert de Montvuagnard, maitre d'Hôtel du duc de Savoie, Pierre de Menthon, Guillaume Favre, juge-mage de Savoie, Amé de Belletruche, Claude et Rolet de Candie et Jean de Divonne.
La promulgation est publique, les Chambériens sont invités à venir participer à cet événement. Pour cette occasion, le château pavoisé aux couleurs de la maison de Savoie a ouvert ses portes.
La lecture du préambule peut prendre la forme d'une messe. Le texte proclame l'attachement à la foi catholique et aux principes moraux de l'Église que doivent respecter le duc et son peuple.
Il s'applique à partir de 1459 en Piémont, également contrôlé par les Savoie.
Entre 1477 et 1586, d'autres versions sont éditées dans la nouvelle capitale du duché, Turin, mais aussi dans la ville de Genève.

## Rédaction
Les différents textes sont colligés (réunis) par Nicod ou Nicolas Festi, premier secrétaire du Conseil ducal, originaire du bourg de Sallanches. Le corpus est imprimé par Johannes ou Jean Fabre (Giovanni Fabri), pour la première fois le 17 novembre 1477, à Turin.
Jusqu'alors, le droit appliqué en Savoie était un mélange de droit romain et de coutumes germaniques.

## Réglementation
Les statuts de Savoie sont composés de 377 articles. Ils sont organisés en cinq livres. Le Livre I concerne les affaires religieuses et la de la police des cultes. Le second est relatif à l'organisation administrative du duché. Le Livre III concerne les catégories sociales de la Savoie et des métiers (statut des notaires, règlementation des arts libéraux). Le quatrième traite du tarif des différents actes publics et privés. Enfin, le Livre V s'intéresse, curieusement, aux tenues vestimentaires, prescriptions concernant l'ensemble de la société.

### Affaire religieuse et police du culte catholique

#### Culte catholique
Le règlement rappelle notamment les « devoirs d'un chrétien [comme] aller à la messe, ne pas travailler le dimanche et les jours de fête, [de même que de] se tenir convenablement pendant les offices, [ou encore] entretenir les lieux de cultes »,
Le texte défend ainsi la religion catholique et dénonce les dangers qui la menace : les blasphémateurs, les hérétiques, les sorciers et sorcières, les fous mais aussi les juifs, « à la fois protégés et mis à l'écart ».
Il interdit « sévèrement les travestissements et les saturnales ».

#### Statut des juifs
Le Livre I traite notamment du statut des juifs en Savoie. Il comporte ainsi une quinzaine d'articles, sur les 25 du livre, codifiant l'organisation de cette communauté.
La politique des comtes envers les Juifs était plutôt bienveillante dès le XIIe siècle et ce jusqu'au XVe siècle, liée notamment à la prospérité de la principauté et donc d'une législation favorable,. Toutefois, Amédée VIII a déjà mis en place un « statut des Juifs » (1403), ordonné que des livres soient brûlés et mis en place des procès,,.
Le culte juif et la vie de la communauté est désormais très encadré, précisant et accentuant le « statut des Juifs » (1403). Les juifs doit être installés dans des quartiers spécifiques — correspondant à une rue au pied du château de Chambéry, appelée Judeazimus — (article 5). Ils ont ainsi interdiction de sortir de ce quartier la nuit, que l'on ferme par ailleurs. Des exceptions sont toutefois envisagées : incendies, maladie ou lors d'une convocation par les autorités. Les juifs doivent également porter un signe distinctif, institué dès 1403, mais où il est précisé « sur le devant et le derrière de leur épaule gauche, une rouelle de tissu en même temps rouge et blanche, large de quatre doigts, cousue sur leurs vêtements »,,. L'absence du signe coutait au contrevenant l'emprisonnement pour une durée de trois jours, soumis au régime de pain et d'eau.
Les mariages mixtes avec des membres de la communauté chrétienne sont interdits. Il est d'ailleurs interdit aux chrétiens de nourrir un enfant juif.
Les boucheries tenues par des juifs doivent être éloignées des établissements chrétiens.

### Réglementation vestimentaire
Le dernier livre, le Ve, s'attache à organiser en une dizaine d'articles les tenues que doivent porter les habitants de la Savoie. Il s'agit de pouvoir permettre de distinguer chaque membre de la société rapidement par l'intermédiaire de ses habits et surtout par la qualité des étoffes utilisées, et ainsi reconnaître son rang.
Ainsi il est stipulé que « le costume du souverain sera la robe longue et le bonnet ; le velour, le drap d'or, la martre, l'hermine, les perles, et les pierreries, sont réservés » au duc et aux membres de sa famille. Les grands seigneurs, les barons, peuvent également porter ces étoffes mais de manières modestes pour ainsi garder leur distance avec la maison princière. Les bannerets et les vavasseurs ont interdiction de porter du brocard ou de l'hermine, l'écarlate pouvant être porté par les premiers et la soie par les seconds. La distinction devant être faite entre ces deux rangs, de même que cette différence doit s'observer chez leurs épouses.
Les docteurs de nobles naissances « peuvent porter des robes de damas fourrées de ventre de martre ». La tenue des autres docteurs ne peut prétendre à des étoffes de luxes. La liste se poursuit pour l'ensemble des fonctionnaires et artisans du duché.
Enfin, « l'habit des paysans doit être court, le prix de l'aune de l'étoffe qui le compose ne doit pas surpasser huit gros, celle employée au capuchon, douze gros. »